# Kup Jugoslavije u hokeju na travi
Osvajači Kupa Jugoslavije u hokeju na travi na otvorenom.
(popis nepotpun)
- 1965: Jedinstvo (Zagreb)
- 1966: BASK (Beograd)
- 1967: Concordia (Zagreb)
- 1968: Jedinstvo (Zagreb)
- 1969: Subotičanka (Subotica)
- 1970: Jedinstvo (Zagreb)
- 1971: Marathon (Zagreb)
- 1972: Elektrovojvodina (Novi Sad)
- 1973: Partizan (Sv. Ivan Zelina)
- 1974: Subotičanka (Subotica)
- 1975: Subotičanka (Subotica)
- 1976: Subotičanka (Subotica)
- 1977: Subotičanka (Subotica)
- 1978: Subotičanka (Subotica)
- 1979: Subotičanka (Subotica)
- 1980: Subotičanka (Subotica)
- 1981: Subotičanka (Subotica)
- 1982: Subotičanka (Subotica)
- 1983: Subotičanka (Subotica)
- 1984: Subotičanka (Subotica)
- 1985: Subotičanka (Subotica)
- 1986: Zorka  (Subotica)
- 1987: Zorka  (Subotica)
- 1988: Marathon (Zagreb)
- 1989: Marathon (Zagreb)
- 1990: Zorka  (Subotica)
- 1991: Zorka  (Subotica)